# 1740
1740 (MDCCXL) var ett skottår som började en fredag i den gregorianska kalendern och ett skottår som började en tisdag i den julianska kalendern.

## Händelser

### Augusti
- 17 augusti – Sedan Clemens XII har avlidit den 6 februari väljs Prospero Lorenzo Lambertini till påve och tar namnet Benedictus XIV.

### Oktober
- 9 oktober – Nederländska ostindiska kompaniet massakrerar 5-10 000 kinesiska invånare i Batavia.[1]

### November
- November – Domkyrkan i Växjö eldhärjas.[2]

### December
- December – Olof von Dalin ger ut Sagan om hästen, som är en satirisk allegori över Sveriges historia.

### Okänt datum
- Hattarnas propaganda för ett krig mot Ryssland får hjälp av Frankrike. Hattpartiet mobiliserar, vilket kritiseras av bondeståndet.
- Den svenske generalen Charles Emil Lewenhaupt väljs till lantmarskalk (adelns talman).
- Grycksbo pappersbruk grundas.
- Grevinnan Christina Piper låter uppföra Christinehofs slott i Skåne.

## Födda

### Första kvartalet

#### Januari
- 16 januari – Willoughby Bertie, 4:e earl av Abingdon, brittisk musikmecenat. (död 1799)

#### Februari
- 4 februari – Carl Michael Bellman, svensk poet.[3] (död 1795)
- 7 februari – Matthias Lundbom, svensk klavikordbyggare. (död 1784)
- 14 februari – Sophie Arnould, fransk operasångerska. (död 1802)
- 16 februari – Giambattista Bodoni, italiensk boktryckare. (död 1813)

#### Mars
- 16 mars – Jacob Schweppe, grundare av företaget Schweppes. (död 1821)
- 19 mars – Joseph Franz Weigl, österrikisk cellist. (död 1820)
- 31 mars – Gerhard Malkolm Leijonhielm, svensk militär. (död 1793)

### Andra kvartalet

#### April
- 10 april – Johan Ludvig Mansa, tysk-dansk trädgårdsmästare. (död 1820)

#### Maj
- 9 maj – Giovanni Paisiello, italiensk kompositör. (död 1816)

#### Juni
- 2 juni – Markis de Sade, fransk aristrokat, författare och filosof. (död 1814)

### Tredje kvartalet

#### Juli
- 27 juli – Jeanne Baret, fransk botaniker. (död 1807)

#### Augusti
- 8 augusti – Abner Nash, amerikansk politiker, guvernör i North Carolina 1780–1781. (död 1786)
- 16 augusti – Göran Magnus Sprengtporten, svensk militär och politiker. (död 1819)
- 26 augusti – Joseph-Michel Montgolfier, fransk uppfinnare, skapare av den första varmluftsballongen. (död 1810)
- 28 augusti – Johan Tobias Sergel, svensk tecknare och skulptör. (död 1814)

#### September
- 12 september – Johann Heinrich Jung-Stilling, tysk skriftställare. (död 1817)

### Fjärde kvartalet

#### Oktober
- 20 oktober – Isabelle de Charrière, schweizisk författare och filosof. (död 1805)
- 31 oktober – William Paca, amerikansk jurist och politiker. (död 1799)

#### November
- 14 november – Augustus Montague Toplady, brittisk präst. (död 1778)
- 16 november – Johann Heinrich Stobwasser, tysk framställare av lackarbeten. (död 1829)

#### December
- 8 december – Elisabeth Olin, svensk operasångerska. (död 1828)
- 20 december – Fredric Lindencrona, svensk militär. (död 1813)
- 22 december – Peter Christian Abildgaard, dansk veterinär. (död 1801)
- 24 december – Anders Johan Lexell, finländsk astronom. (död 1784)
- 25 december – Christoffer Bogislaus Zibet, svensk ämbetsman. (död 1809)

## Avlidna
- 6 februari – Clemens XII, född Lorenzo Corsini, påve sedan 1730.
- 23 mars – Olof Rudbeck d.y., svensk vetenskapsman och upptäcktsresande.
- 23 april – Thomas Tickell, engelsk poet.
- 25 maj – Anders Örbom, svensk militär.
- 19 juli – Christian Christophersen Sehested, dansk ämbetsman och adelsman, Danmarks storkansler 1708–1721.
- 20 oktober – Karl VI, tysk-romersk kejsare sedan 1711.
- 28 oktober – Anna Ivanovna, rysk kejsarinna.

### Fotnoter
1. ↑  ”image: Bird's eye view of Batavia showing the massacre of the Chinese”. Arkiverad från originalet den 21 september 2009. https://web.archive.org/web/20090921072106/http://www.nationaalarchief.nl/amh/detail.aspx?page=dafb&lang=en&id=1897#tab0.
2. ↑  ”Värmlands brandhistoriska klubb”. Arkiverad från originalet den 12 oktober 2011. https://www.webcitation.org/62NB7kO36?url=http://www.brandhistoriska.org/olyckor_se.html. Läst 25 mars 2011.
3. ↑  ”Det hände i dag”. http://webnews.textalk.com/se/calendar.php?id=9747&type=month&ds=20110204&list=true.